# Svatý Tomáš (přírodní památka)
Svatý Tomáš je přírodní památka v okrese Český Krumlov. Nachází se na Šumavě na hřebenu Vítkokamenské hornatiny, jeden kilometr východně od osady Svatý Tomáš (Přední Výtoň). Je součástí chráněné krajinné oblasti Šumava. Důvodem ochrany je smíšený horský suťový les s ohroženými druhy rostlin a živočichů vázanými na tato stanoviště. Na hřebeni vystupují mrazové sruby z granitu a granitového porfyru moldanubického plutonu.

## Flóra
Téměř celé území této přírodní památky je zalesněno – jsou zde polopřirozené horské smrčiny a acidofilní bučiny na suťových svazích, na 16 ha byly původní porosty nahrazeny smrkovými monokulturami. V podrostu tvořeném bohatým mechovým patrem se plošně vyskytují ohrožené druhy vranec jedlový (Huperzia selag), plavuň pučivá (Lycopodium annotinum), dřípatka horská (Soldanella montana).

## Fauna
Z ohrožených bezobratlých se pravidelně vyskytuje batolec (Apatura iris), bělopásek (Limenitis populi), střevlík (Carabus scheidleri a Carabus irregularis) a zdobenec (Trichius fasciatus). Ze silně ohrožených druhů se na území vyskytuje ještěrka živorodá (Zootoca vivipara), holub doupňák (Columba oenas), krahujec obecný (Accipiter nisus), sýc rousný (Aegolius funereus), lejsek malý (Ficedula parva), rys ostrovid (Lynx lynx) a los evropský (Alces alces).